# ديتا هوبكينز كيني
ديتا هوبكينز كيني (بالإنجليزية: Dita Hopkins Kinney)‏ هي ممرضة أمريكية، ولدت في 13 سبتمبر 1855، وتوفيت في 16 أبريل 1921.